# Душищевский сельсовет
Душищевский сельсовет — упразднённая административно-территориальная единица, существовавшая на территории Московской губернии и Московской области до 1954 года.
Душищевский сельсовет возник в первые годы советской власти. По данным 1922 года он входил в состав Рогачёвской волости Сергиевского уезда Московской губернии.
В 1927 году из Душищевского с/с был выделен Редриково-Горский с/с.
По данным 1926 года в состав сельсовета входили 5 населённых пунктов — Душищево, Веригино I, Веригино II, Редриковы Горы и Шубино, а также 1 сторожка.
В 1929 году Душищевский с/с был отнесён к Сергиевскому (с 1930 — Загорскому) району Московского округа Московской области. При этом к нему был присоединён Редриково-Горский с/с.
14 июня 1954 года Душищевский с/с был упразднён. Его территория была объединена с Дивовским и Леоновским с/с в новый Бужаниновский с/с.